# Génie électrotechnique

## Présentation
Le génie électrotechnique ou électrique est un domaine technologique qui traite de tout ce qui se rapporte à l'électrotechnique et ses applications. Ce domaine est très vaste. Il peut se rapprocher du génie électronique aussi bien que du génie mécanique.